# Roskilde

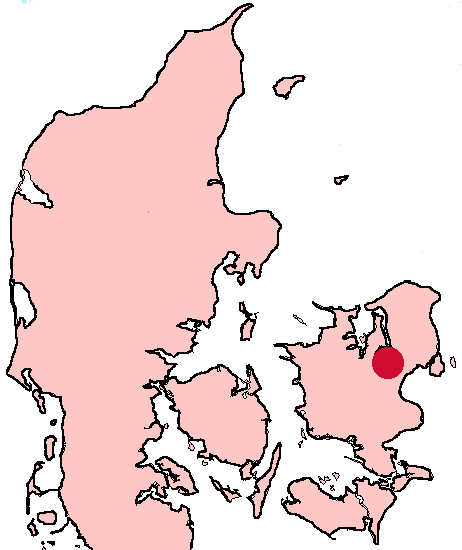
Vị trí thành phố Roskilde trên bản đồ Đan Mạch

Roskilde (/ˈʁʌskilə/ là thành phố của Đan Mạch, nằm ở phía đông nam Vịnh hẹp Roskilde, miền trung đảo Zealand. Roskilde có 45.824 cư dân (2008) và là thành phố đông dân thứ 10 ở Đan Mạch. Thành phố cũng là trụ sở của thị xã Roskilde với 80.687 cư dân (2008), thuộc Vùng Zealand.

## Lịch sử
Theo Adam of Bremen và Saxo Grammaticus, thì Vua Harald I (Harald Răng xanh) đã dựng 1 nhà thờ và nhà cư trú của Vua tại thành phố này trong thập niên in 980 sau Công nguyên. Theo Saxo Grammaticus thì tên thành phố xuất xứ từ tên vị vua truyền thuyết Vua Roar có lẽ đã cư ngụ ở đây trong thế kỷ thứ 6.
Vua Harald I được mai táng trong lòng nhà thờ cũ bằng gỗ, cũng là địa điểm của Nhà thờ chính tòa Roskilde hiện nay.
Năm 1020, Roskilde trở thành trụ sở giáo phận và là thành phố quan trọng nhất của Giáo hội Công giáo tại Đan Mạch. Giám mục Absalon đã cho xây ngôi nhà thờ bằng gạch trên nền của nhà thờ bằng gỗ cũ vào năm 1170, sau này trở thành nhà thờ chính tòa. Dưới ảnh hưởng của Giám mục Absalon, nhiều nhà thờ khác đã được xây dựng ở thành phố này. 

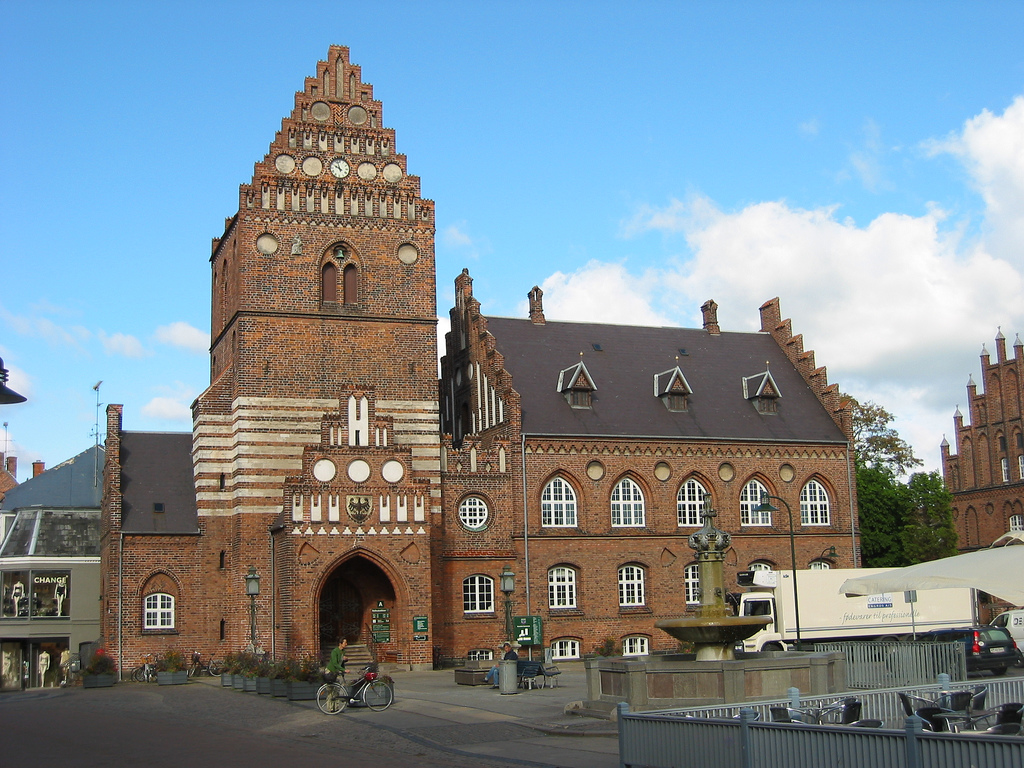
Tòa thị chính Roskilde cũ, hoàn thành năm 1884

Roskilde được cấp đặc quyền thương trấn năm 1268. Thành phố thời đó có lẽ là thành phố lớn nhất và quan trọng nhất Đan Mạch. Với sự hỗ trợ của Giáo hội Công giáo La mã, thành phố tiếp tục thịnh vượng cho tới năm 1443. Sau cuộc Cải cách sang đạo Tin Lành, thành phố mất dần vị trí quan trọng trước kia, tuy nhiên nhà thờ chính tòa Roskilde vẫn là nơi mai táng các vua và hoàng hậu Đan Mạch.
Thành phố bị nạn dịch hạch, bị tàn phá trong 2 cuộc chiến tranh Thụy Điển - Đan Mạch (1657-1660) và nhiều trận hỏa hoạn trong thế kỷ 17, nhưng sang thế kỷ 18 đã dần dần phục hồi và năm 1847 tuyến đường sắt từ Copenhagen tới đây đã được khai trương. Gần đây thành phố được thừa nhận là 1 trung tâm văn hóa, giáo dục do việc thiết lập Nhà bảo tàng tàu Viking (Roskilde) năm 1969, Liên hoan âm nhạc Roskilde từ năm 1971 và Trung tâm đại học Roskilde năm 1972.

## Các nơi hấp dẫn du khách

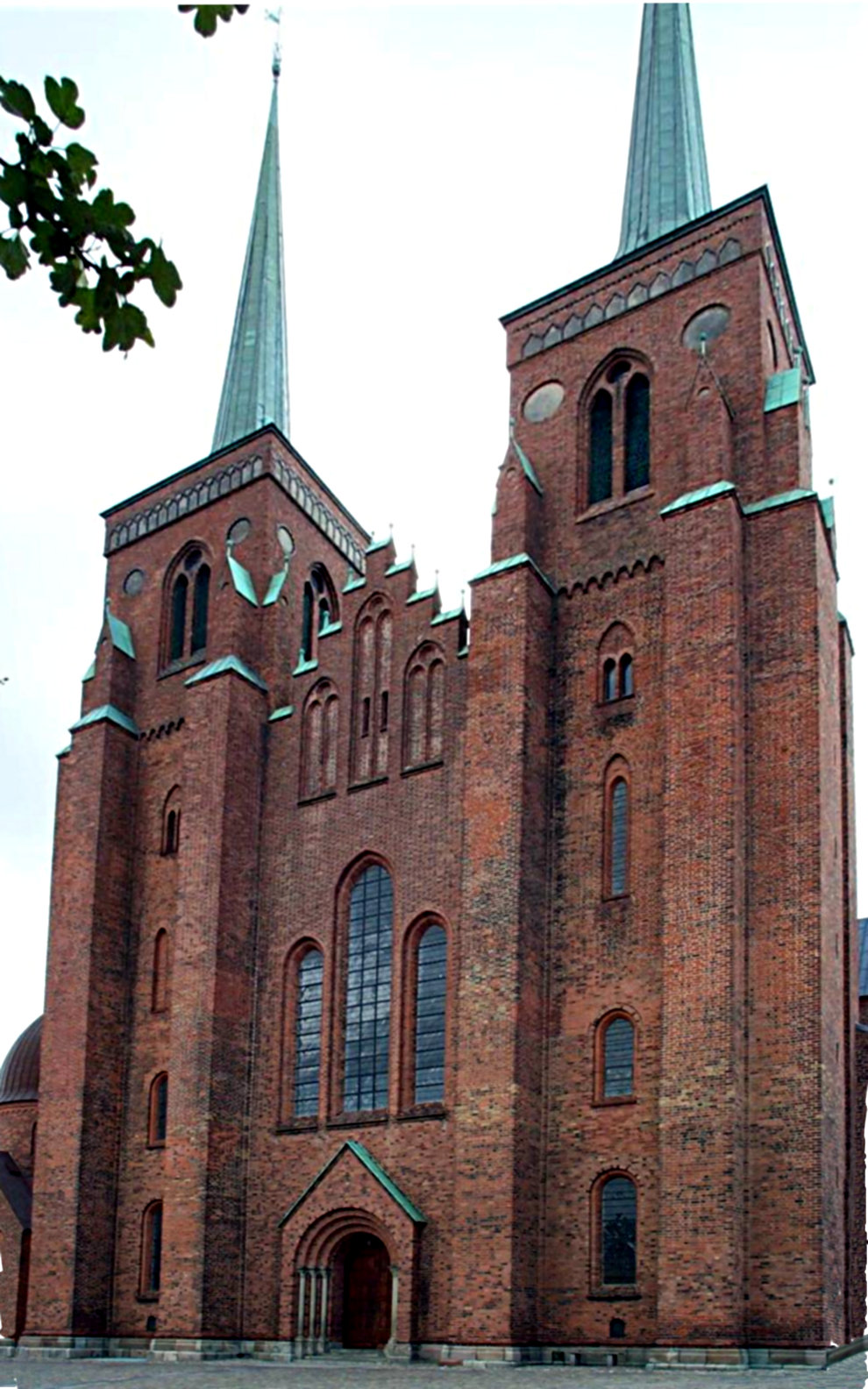
Nhà thờ chính tòa Roskilde

### Nhà thờ chính tòa Roskilde
Cho tới thế kỷ 20, Nhà thờ chính tòa Roskilde là ngôi nhà thờ chính tòa duy nhất của bán đảo Zealand. Nhà thờ được xây bằng gạch đỏ theo lối kiến trúc Gothic trong thế kỷ 12 và 13, trên nền của nhà thờ cũ bằng gỗ do vua Harald I dựng lên từ thập niên 980. Việc xây nhà thờ theo lối kiến trúc Gothic này đã khởi đầu cho 1 loạt công trình kiến trúc Gothic khác trong khắp vùng Bắc Âu. Nhà thờ chính tòa này cũng là nơi mai táng hàng loạt vua và hoàng hậu Đan Mạch và được UNESCO đưa vào Danh sách di sản thế giới từ năm 1995. Hàng năm có khoảng trên 125.000 du khách tới tham quan.
Cùng với Nhà thờ chính tòa, là Dinh Roskilde được xây dựng từ 1733-36, xây trên nền tòa Giám mục cũ. Ngày nay dinh này vừa là nhà bảo tàng và nơi cư trú của Giám mục giáo phận Roskilde (quốc giáo Tin Lành).

### Nhà bảo tàng tàu Viking

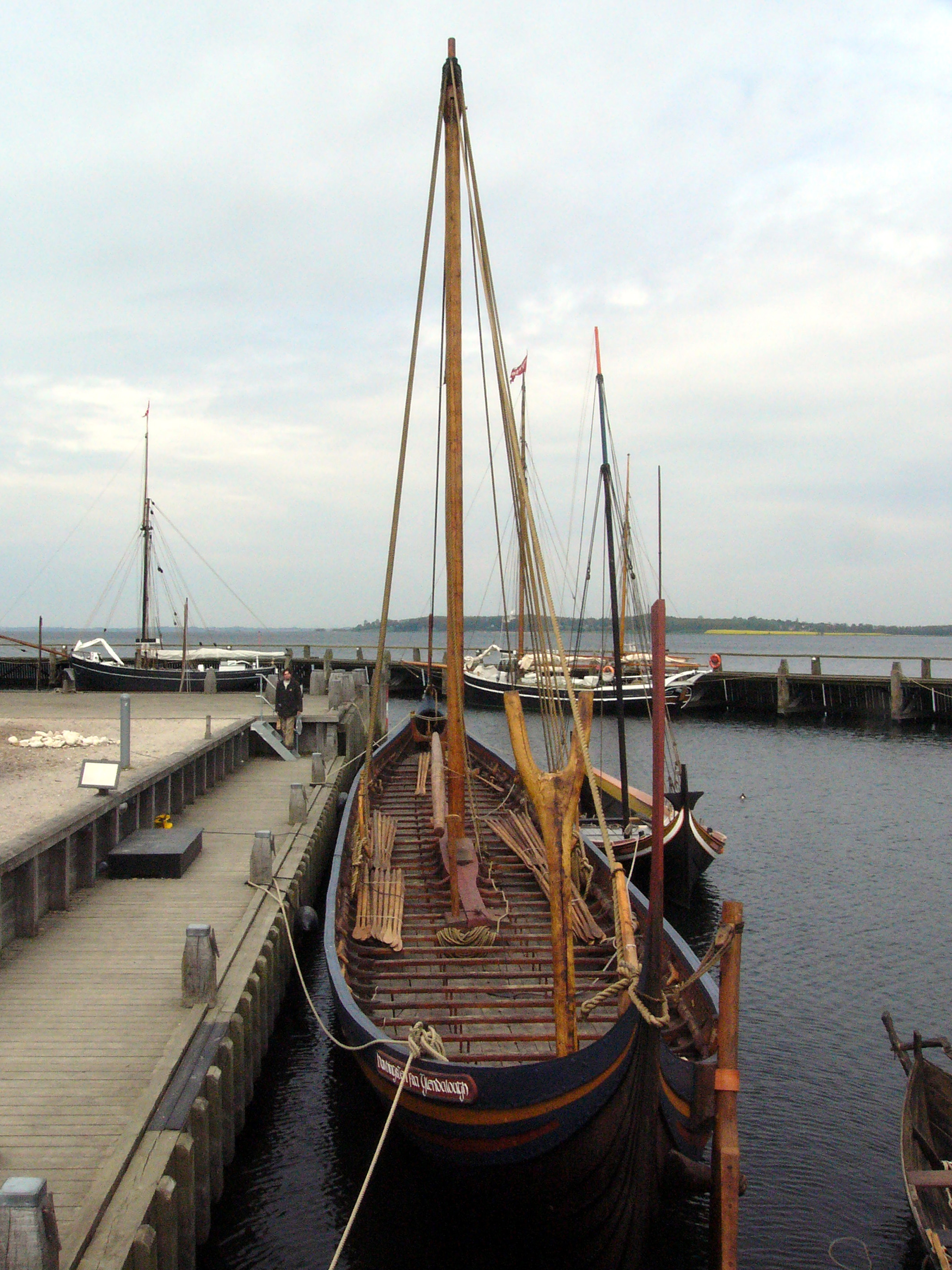
Tàu Viking

Nơi hấp dẫn du khách khác là nhà bảo tàng tàu Viking (Roskilde). Nhà bảo tàng này được thành lập năm 1969, chứa 5 tàu Viking được khai quật lên từ đáy Vịnh hẹp Roskilde trong thập niên 1960. Các tàu này được đánh đắm ở cửa Vịnh hẹp Roskilde trong thế kỷ 11 để ngăn tàu địch vào Vịnh. Bảo tàng này cũng có xưởng đóng lại tàu Viking theo nguyên mẫu.

### Liên hoan âm nhạc Roskilde

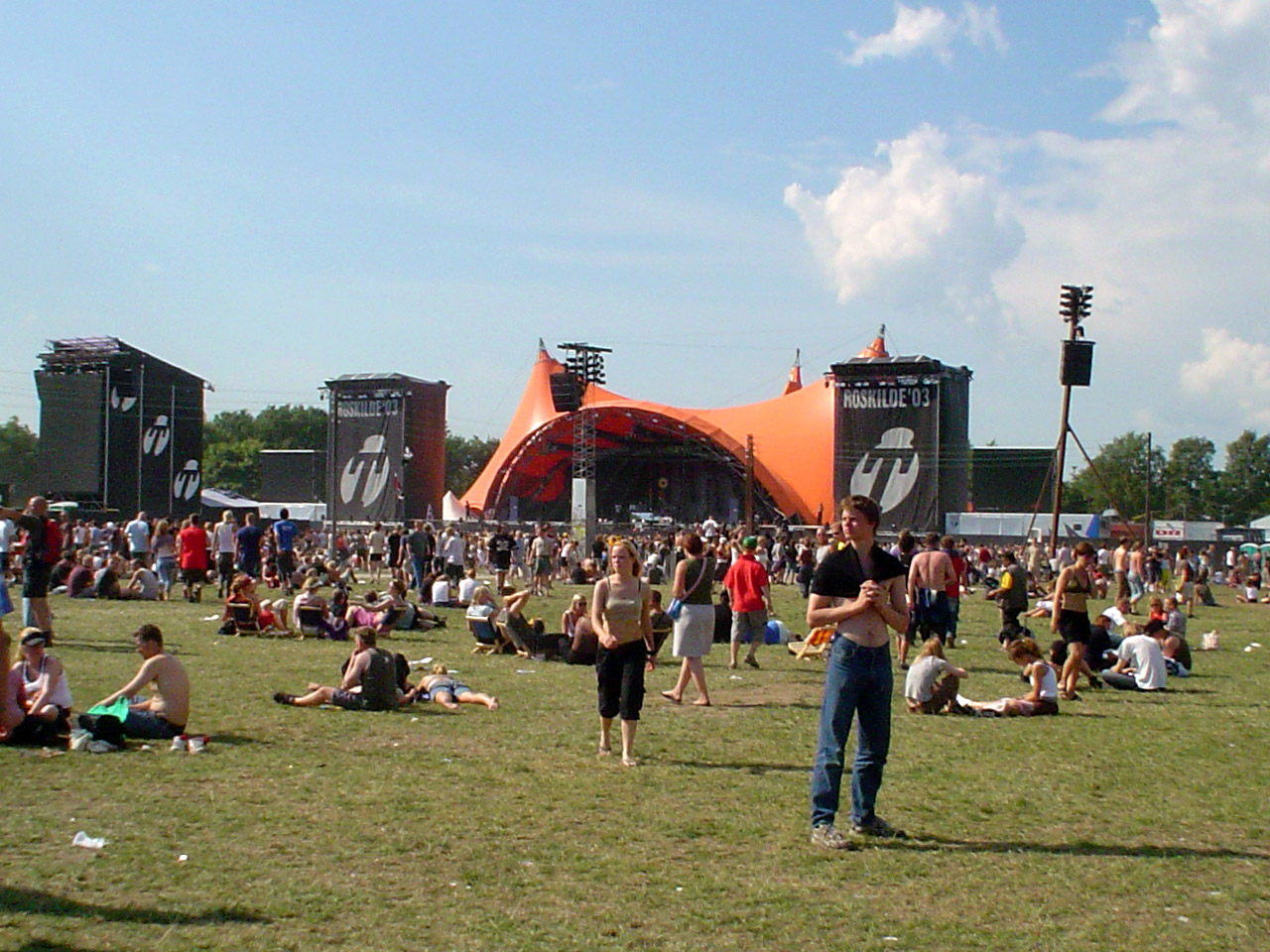
Roskilde festival (2003)

Từ 1971, hàng năm thành phố tổ chức Liên hoan âm nhạc Roskilde tại bãi chợ phiên gần thành phố. Đây là một trong các Liên hoan nhạc Rock and roll lớn nhất châu Âu gồm rock, metal, hip-hop, electronica, và khiêu vũ. Mọi lợi tức thu được đều dành cho việc từ thiện. Bãi chợ phiên này cũng là nơi triển lãm gia súc và nông sản.

## Giao thông

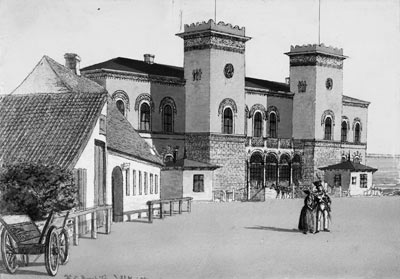
Nhà ga xe lửa Roskilde 1849

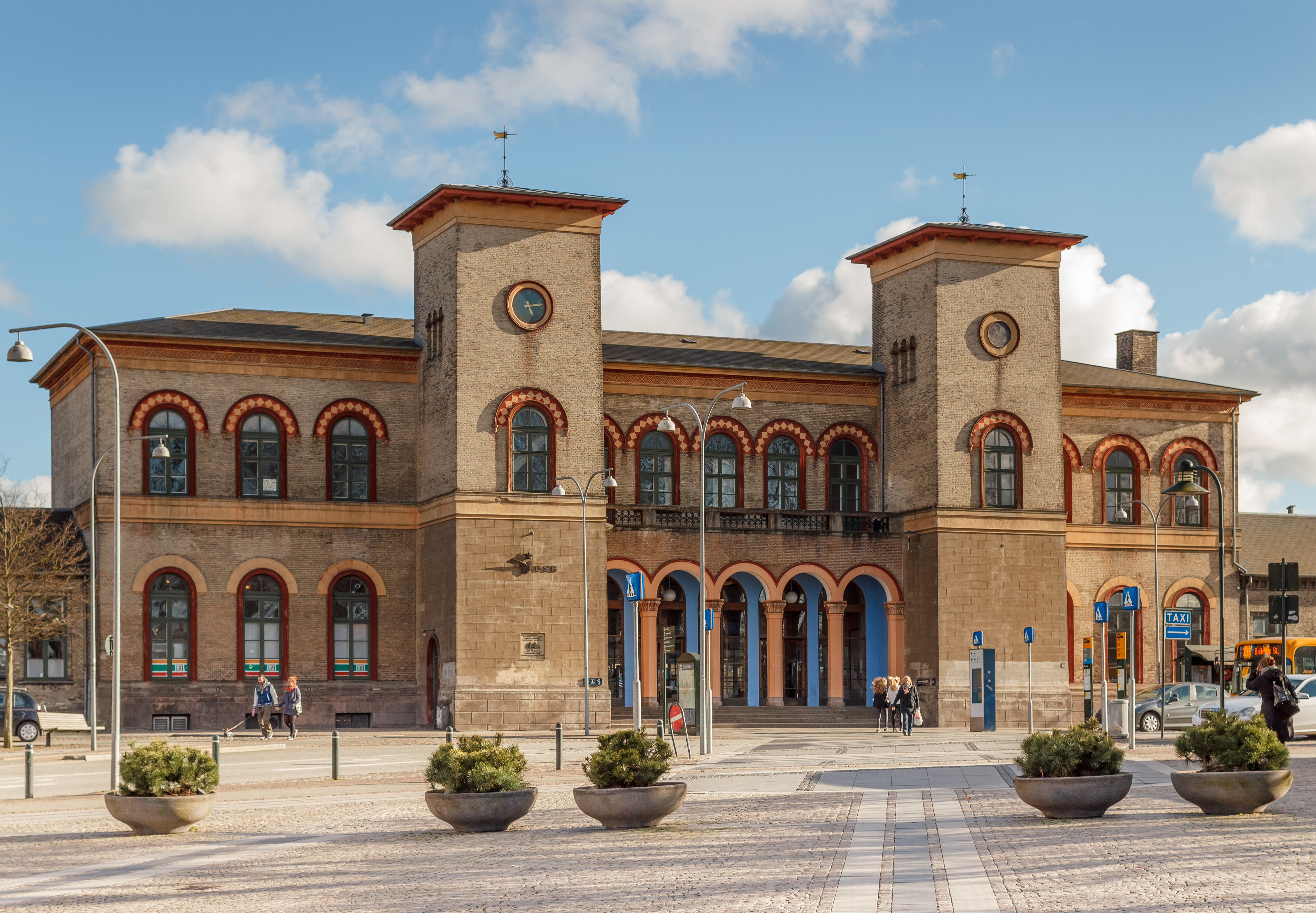
Nhà ga xe lửa Roskilde ngày nay. Được xây dựng từ năm 1847, đây cũng là nhà ga cổ nhất ở Đan Mạch vẫn còn sử dụng.

Roskilde là đầu mối giao thông đường sắt giữa Copenhagen với vùng nam đảo Zealand cùng các đảo Lolland, Falster, Fyn và bán đảo Jutland.
Nhà ga tàu hỏa chính tại thành phố Roskilde được xây dựng từ năm 1847, đây cũng là nhà ga cổ nhất ở Đan Mạch vẫn còn sử dụng hiện nay.
Thành phố cũng có 1 sân bay nhỏ là Sân bay Roskilde, khai trương từ 1.4.1973, ngày nay chủ yếu dùng cho các hãng Air taxi và việc huấn luyện phi công. Hàng năm có khoảng 100.000 chuyến bay từ sân bay này.

## Giáo dục & Đào tạo
Từ năm 1972, thành phố có 1 trường đại học gọi là Trung tâm đại học Roskilde (Roskilde Universitetscenter, viết tắt là RUC) nằm ở vùng gọi là Trekroner (3 Vương miện) ở phía đông thành phố. RUC - qua Hội đồng sinh viên - đã lập câu lạc bộ International Club RUC Lưu trữ ngày 9 tháng 2 năm 2005 tại Wayback Machine để lập quan hệ với các sinh viên quốc tế.
Ngoài ra thành phố còn có 6 trường trung học cùng các trường đào tạo khác.